# Една година в Прованс
„Една година в Прованс“ (на английски: A Year in Provence) е автобиографичен роман от 1989 г. на британския писател Питър Мейл, автор на романите „Добра година“, „Френски уроци“ и „Винената афера“.
Историята в романа е автобиографична – разказва се за живота на една английска семейна двойка, която се премества да живее в Прованс, Южна Франция заедно с двете си кучета. Авторът описва една година от своите преживявания в прованското село – с прекрасна природа, уникална кухня, приятни съседи, нехайни майстори и скъпи адвокати.
Агентът на писателя Абнър Стайн успява да продаде романа на издателството „Хамиш Хамилтън“, което предлага аванс от едва 5000 паунда. Първоначално са отпечатани само 3000 копия от книгата и от издателството са сигурни, че много от тях няма да бъдат продадени. Тогава от „Сънди Таймс“ предлагат да публикуват извадки от творбата всеки месец от годината. От издателството се съгласяват. Още след първото публикуване, читатели започват да се обаждат да питат кога ще излезе следващата част.
Книгата става бестселър и рецензентите дават ласкави отзиви за стила, остроумието и хумора на книгата , поради което следващите книги на Мейл са очаквани с нетърпение от читателите.
Двадесет години по късно „Една година в Прованс“ е продадена в над 1 милион копия в Обединеното кралство и над 6 милиона в целия свят. Тези тиражи я правят една от най-популярните книги за пътувания в света.
„Една година в Прованс“ е екранизиран като телевизионен сериал през 1993 г. с Джон Тоу (John Thaw) в главната роля.
В България романът е издаден в началото на 2012 г. от издателство „Гурме пъблишинг“